# Remioromen
Remioromen (レミオロメン) is een Japanse rockband opgericht in 2000.

## Bandleden
- Ryota Fujimaki (藤巻亮太, Fujimaki Ryōta) (12 januari 1980), zang en gitaar.
- Keisuke Maeda (前田啓介, Maeda Keisuke) (11 september 1979), basgitaar.
- Osamu Jinguuji (神宮司治, Jingūji Osamu) (5 maart 1980), drums.

## Discografie

### Albums
- Asagao (朝顔) (19 november 2003)
- ether (09 maart 2005)
- HORIZON (17 mei 2006)
- Flash and Gleam - livealbum (1 november 2006)

### Singles
- Ameagari (雨上がり) (21 mei 2003)
- Denwa (電話) (20 augustus 2003)
- Sangatsu kokonoka (3月9日) (9 maart 2004)
- Akashia (アカシア) (19 mei 2004)
- Moratorium (モラトリアム) (12 januari 2005)
- Minami kaze (南風) (9 februari 2005)
- Ao no sekai (蒼の世界) (12 oktober 2005)
- Konayuki (粉雪) (16 november 2005)
- Taiyō no shita (太陽の下) (1 maart 2006)
- Akanezora (茜空) (14 maart 2007)
- Hotaru (蛍)/RUN (9 mei 2007)
- Wonderful & Beautiful (12 december 2007)
- Motto Tooku E (30 juli 2008)

## Geschiedenis
Remioromen werd opgericht in december 2000 in de huidige samenstelling. Op 25 november 2003 speelde ze hun eerste show. Voor de release van het nummer Sangatsu Kokonoka (3月9日) gingen ze terug naar hun geboortestad in de prefectuur Yamanashi om een concert te geven in de gymzaal van hun oude school. In 2005 werd Sangatsu Kokonoka in een koorarrangement gebruikt voor de dramaserie Ichi Rittoru no Namida (1 Litre Of Tears) en Konayuki werd gebruikt als titelsong. Hun derde album, HORIZON, verkocht zeer goed en stond nummer 1 in de Oricon Albumhitlijst voor drie weken.
Ondanks dat Remioromen nooit met een single op de eerste plaats heeft gestaan, bleven hun recente releases wel voor een lange tijd in de hitlijsten staan, en verkochten ze uiteindelijk behoorlijk goed.